# Sonate pour Roos
Pour plus de détails, voir Fiche technique et Distribution.
Sonate pour Roos est un film néerlando-norvégien réalisé en 2016 par Boudewijn Koole.

## Fiche technique
- Titre original : Verdwijnen
- Titre français : Sonate pour Roos
- Titre anglais : Disappearance
- Réalisation : Boudewijn Koole
- Scénario : Jolein Laarman
- Directeur de la photographie : Melle van Essem
- Décors : Jorgen Stangebye Larsen
- Montage : Gys Zevenbergen
- Son Mark Glynne
- Producteurs : Ineke Kanters, Jan van der Zanden
- Production : The Film Kitchen (Pays-Bas), Sweet Films (Norvège)
- Distribution en France : Arizona Films
- Dates de sortie : 2 mars 2017 (Pays-Bas), 9 février 2018 (Norvège), 18 avril 2018 (France)
- Durée : 92 minutes

## Fiche artistique
- Rifka Lodeizen : Roos
- Elsie de Brauw : Louise
- Marcus Hansen : Bengt
- Jakob Oftebro : Johnny
- Eva Garet : Louise jeune